# Because You Live
«Because You Live» es el cuarto sencillo del cantante estadounidense Jesse McCartney, de su álbum debut Beautiful Soul.

## Información
La canción fue escrita por Chris Braide, Andreas Carlsson y Desmond Child y producida por éstos 2 últimos. Fue lanzada en el 2005. El video musical oficial fue dirigido por Philip Andelman en Australia, bajo la producción de Partizan Entertainment y estrenado el 29 de agosto del 2005.

### Lista de canciones
Descarga digital
1. «Because You Live»

## Posicionamiento
| Listas (2006)             | Posición |
| ------------------------- | -------- |
| Radio Disney              | 3        |
| Italia Singles Chart      | 3        |
| Philippines Singles Chart | 16       |
| Fin de año (2006)         | Posición |
| Italia Top Anual 100      | 27       |